# 红花龙胆
红花龙胆（学名：Gentiana rhodantha）是龙胆科龙胆属的植物，是中国的特有植物。分布在中国大陆的广西、贵州、云南、四川、河南、甘肃、湖北、陕西等地，生长于海拔570米至1,750米的地区，一般生于高山灌丛、草地以及林下，目前尚未由人工引种栽培。

## 别名
红龙胆、龙胆草、小青鱼胆、星秀花

## 外部連結
- 新芒果苷 Neomangiferin （页面存档备份，存于） 中草藥化學圖像數據庫 (香港浸會大學中醫藥學院) （中文）（英文）